# Franz Hamburger (Pädagoge)
Franz Hamburger (* 9. Juni 1946 in Hördt) ist ein deutscher Hochschullehrer und Pädagoge.

## Leben
Nach dem Abitur 1966 studierte Hamburger Soziologie, Pädagogik und Philosophie in Köln und Heidelberg, wo er 1972 den Titel Magister Artium in den Fächern Soziologie, Pädagogik und Philosophie erwarb. Von 1972 bis 1978 war er Assistent am Erziehungswissenschaftlichen Seminar der Universität Heidelberg, wo er 1975 im Fach Erziehungswissenschaft promovierte. Von 1978 bis 2011 lehrt er Sozialpädagogik an der Johannes Gutenberg-Universität Mainz.

## Leistungen
Hamburgers Arbeitsschwerpunkte sind Migration und Minderheiten und der Internationale Vergleich in der Sozialpädagogik. 1992 gründete er, gemeinsam mit Mitarbeitern des Pädagogischen Institutes der Universität Mainz und Praktikern aus der Sozialpolitik, das Institut für Sozialpädagogische Forschung (ISM) in Mainz als gemeinnützige Einrichtung  zur Innovation und Evaluation von sozialer Arbeit. Hamburger ist unter anderem in der Deutschen Gesellschaft für Erziehungswissenschaften (DGfE) tätig und war im März 2010 einer der Sprecher auf deren Pädagogenkongress.

## Ehrungen
- 2006: Verdienstorden des Landes Rheinland-Pfalz
- 2013: Verdienstkreuz 1. Klasse der Bundesrepublik Deutschland

## Schriften (Auswahl)

### Monografien
- Einführung in die Sozialpädagogik. Kohlhammer, Stuttgart 2003, ISBN 3-17-016957-2
- Migrantenkinder in der Jugendhilfe. Sozialpädagogisches Institut im SOS-Kinderdorf, München 2002
- Praxis des Antirassismus: Erfahrungen aus der Arbeit mit Sinti und Analysen zum Antiziganismus. Logophon-Verlag Mainz 2001, ISBN 3-922514-59-6
- Untersuchung über aktuelle Probleme der Heimerziehung in Rheinland-Pfalz. Pädagogisches Institut Mainz 1997, ISBN 3-923443-47-1
- Lehrer zwischen Kaiser und Führer: Der Deutsche Philologenverband in der Weimarer Republik; eine Untersuchung zur Sozialgeschichte der Lehrerorganisation. (Dissertation) Heidelberg 1974

### Herausgeberschaften
- Abschied von der Interkulturellen Pädagogik. Plädoyer für einen Wandel sozialpädagogischer Konzepte. Juventa-Verlag Weinheim 2009, ISBN 978-3-7799-1229-3
- Migration und Bildung. über das Verhältnis von Anerkennung und Zumutung in der Einwanderungsgesellschaft. Verlag für Sozialwissenschaften, Wiesbaden 2005, ISBN 3-531-14856-7
- (gemeinsam mit Stefan Aufenanger, Rudolf Tippelt und Luise Ludwig)  Bildung in der Demokratie. Beiträge zum 22. Kongress der Deutschen Gesellschaft für Erziehungswissenschaft. Schriftenreihe der Deutschen Gesellschaft für Erziehungswissenschaft (DGfE), Verlag Barbara Budrich, Opladen/Farmington Hills 2010, ISBN 978-3-86649-318-6

### Aufsätze (Auswahl)
- Erziehung als Gewalt. Wohin Bernhard Bueb die Pädagogik führen will. In: Sylke Bartmann u. a. (Hrsg.): Natürlich stört das Leben ständig. Perspektiven auf Entwicklung und Erziehung. Wiesbaden 2009